# Louis C. C. Krieger

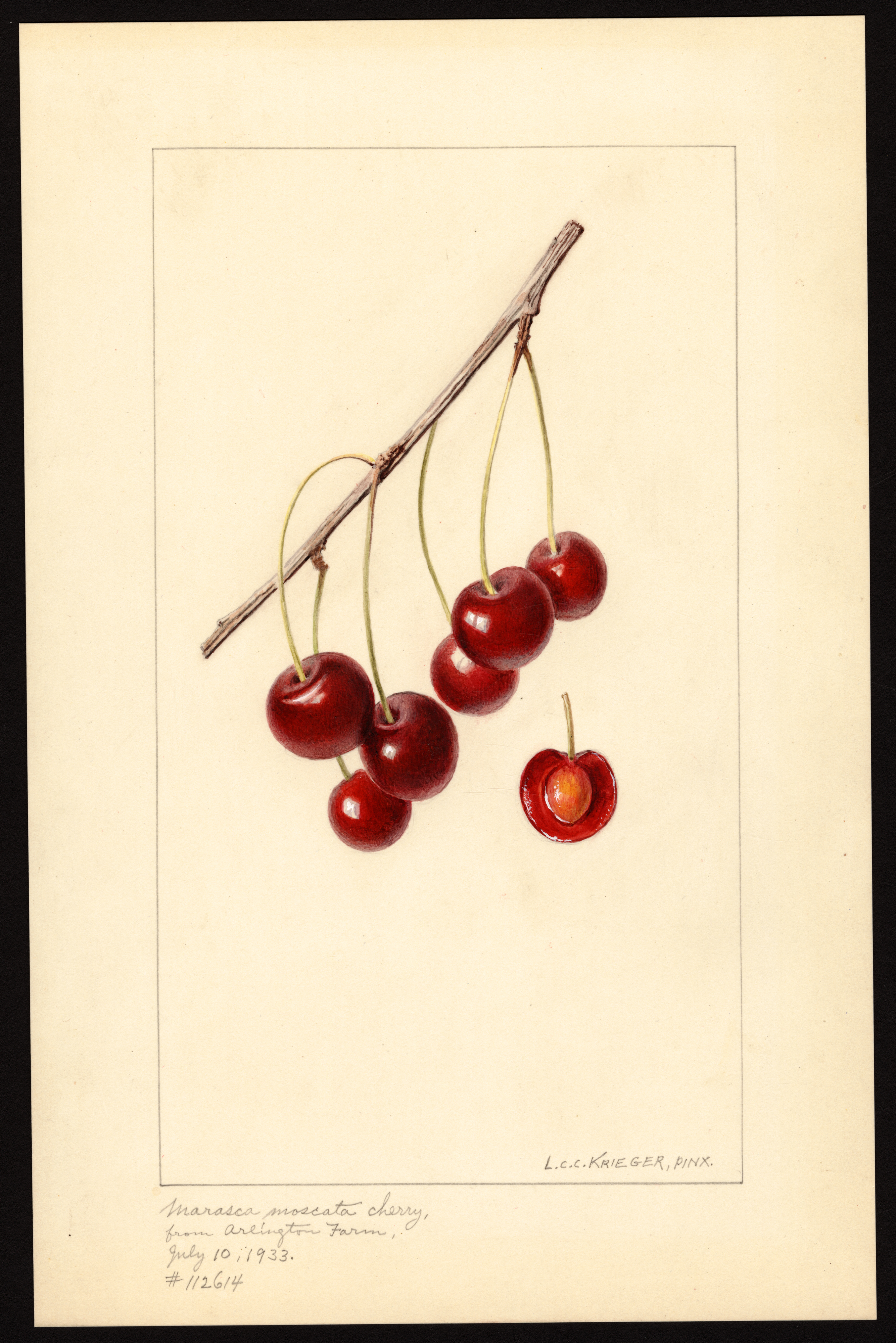
Acuarela de la variedad de cereza Marasca Moscata (Prunus avium) de Louis Charles Christopher Krieger, 1933.

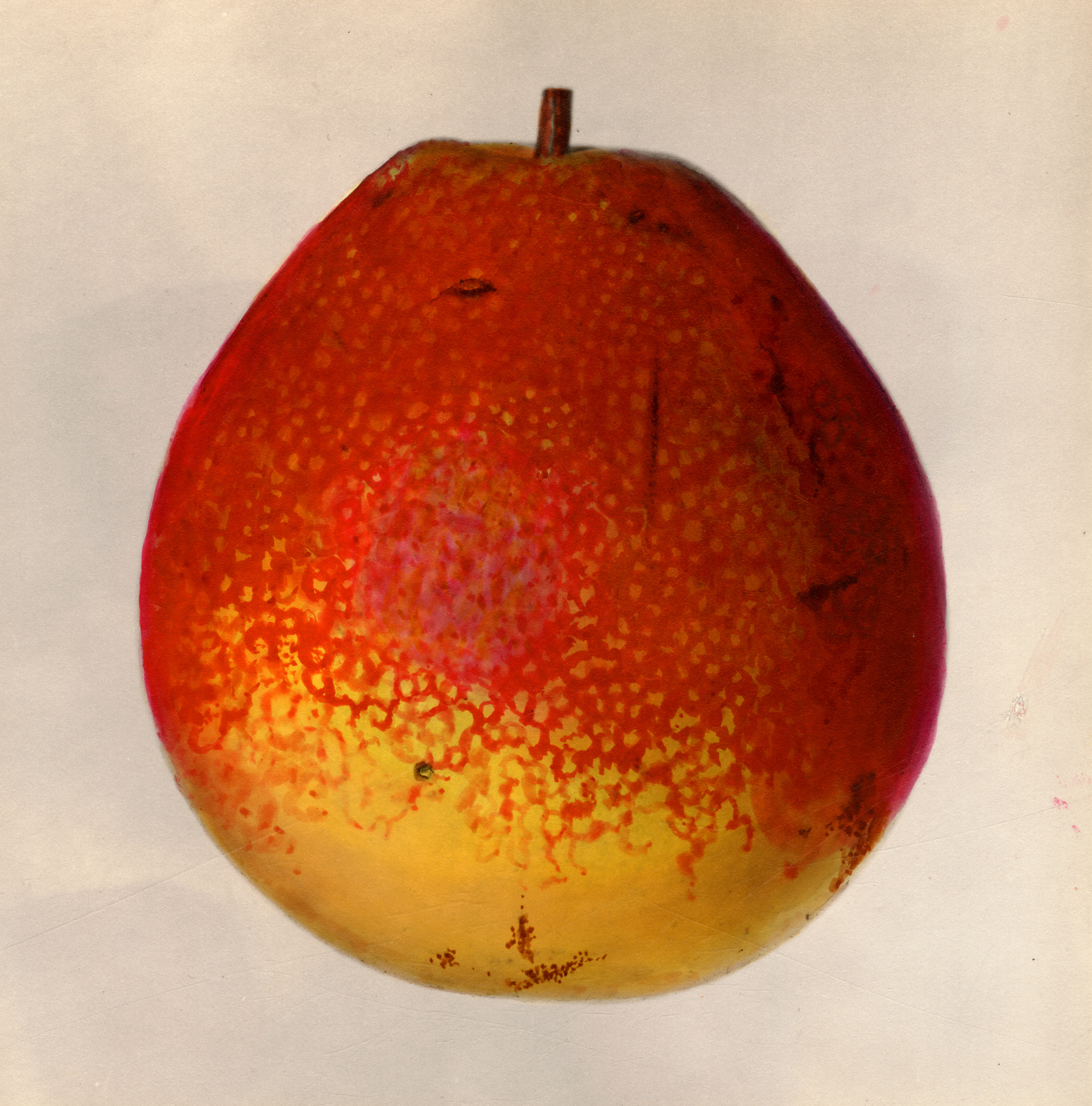
Variedad de pera Flemish Beauty (Pyrus communis) espécimen originario de Hood River, Oregón del 1 de noviembre de 1935. Acuarela Pomológica

Louis Charles Christopher Krieger (11 de febrero de 1873 - 31 de julio de 1940) fue un micólogo y acuarelista botánico estadounidense, considerado el mejor pintor de hongos de América del Norte.

## Biografía
Nacido en Baltimore (Maryland), el 11 de febrero de 1873, Krieger recibió su primera educación en las escuelas luteranas de esa ciudad. Demostró talento artístico a temprana edad y a los 13 años se matriculó en la "Escuela de Arte y Diseño del Instituto de Maryland". Continuó sus estudios en el "Club del Carbón de Baltimore" y en la "Escuela de Bellas Artes Schuler". Se casó con Agnes Checkley Keighler en 1904; ella falleció en 1939. Tuvieron una hija.

## Carrera

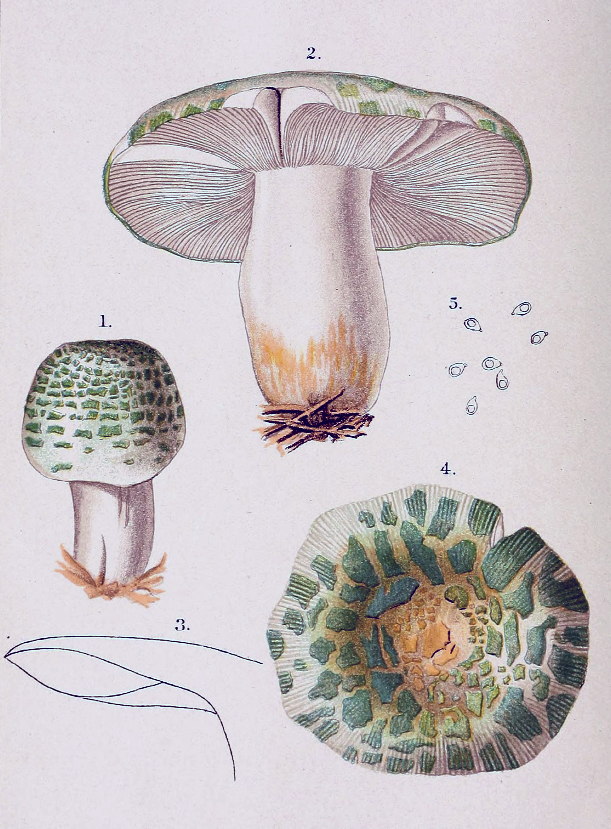
Ilustración de Krieger de Russula virescens, de la obra de Thomas Taylor de 1898 Manual del estudiante de hongos de América comestibles y venenosos

A los 18 años, Krieger empezó a trabajar como asistente artístico en la División de Microscopía del Departamento de Agricultura y se dedicaba a pintar hongos que se encontraban en la zona del Distrito de Columbia. Cuando el Secretario de Agricultura, Julius Sterling Morton, cerró el departamento en 1895, Krieger pasó un año en Múnich, en la Real Academia Bávara de Bellas Artes. Tras regresar a Estados Unidos en 1896, se convirtió en profesor de dibujo y pintura en el Maryland Institute College of Art and Design. Aunque se forjó una reputación como retratista, a Krieger no le gustaba especialmente este trabajo, pues lo encontraba aburrido.
En 1902, Krieger comenzó a trabajar como ilustrador botánico para el micólogo William Gilson Farlow en la Universidad de Harvard, puesto que ocupó durante la década siguiente. Durante este tiempo, se dedicó por completo a su trabajo, pintando más de 350 imágenes de hongos. También comenzó a indexar la literatura micológica mundial, un proyecto que continuó durante los siguientes 30 años.
En 1912, Krieger aceptó un puesto en el Departamento de Agricultura de los Estados Unidos, en el Jardín de Introducción de Plantas en Chico, California. Aquí, bajo la supervisión de David Griffiths, produjo una serie de imágenes sobre especies del género Opuntia cactus.
Krieger volvió a ilustrar hongos en 1918 cuando regresó a Baltimore para trabajar para el famoso ginecólogo Howard A. Kelly, para quien produjo más de 300 pinturas de hongos. También ayudó a Kelly a indexar su biblioteca micológica, que, con unos 12 000 artículos y un valor de 100 000 dólares, se consideraba una de las bibliotecas micológicas privadas más extensas del país. Kelly donó su biblioteca y sus colecciones de hongos a la Universidad de Michigan, donde, según los deseos de Kelly, se denominó "Biblioteca Micológica L.C.C. Krieger".
Durante los siguientes 10 años, Krieger publicó varios artículos científicos que aparecieron en Mycologia y otras revistas, incluyendo National Geographic de mayo de 1920, que incluía 16 de sus láminas a color.
Krieger trabajó como artista en la Fundación para la Investigación de Plantas Tropicales en Cuba entre 1928 y 1929, donde ilustró enfermedades de la caña de azúcar para el USDA. Trabajó brevemente como micólogo en el Museo Estatal de Nueva York, durante cuyo tiempo preparó el libro A Popular Guide to the Higher Fungi (Mushrooms) of New York State, que finalmente se publicó en 1935. En la década de 1930, pintó unas 80 acuarelas de frutas para el USDA, principalmente manzanas, cítricos y frutas de hueso; estas pinturas se encuentran ahora en la Colección de acuarelas pomológicas de la Biblioteca Nacional Agrícola.
- La abreviatura «L.Krieg.» se emplea para indicar a Louis C. C. Krieger como autoridad en la descripción y clasificación científica de los vegetales.[5]

## Taxones descritos
Krieger describió varias especies, variedades y una forma de hongos agáricos en publicaciones de 1922 y 1927.
- Agaricus auricolor L.Krieg. (illegitimate homonym; now Psalliota auricolor Coker)
- Amanita brunnescens var. pallida L.Krieg.
- Amanita corticelli (Valenti) L.Krieg.
- Amanita crassifoliata L.Krieg.
- Amanita porphyria var. lavendula (Coker) L.Krieg.
- Cortinarius rubroclavus L.Krieg.
- Hygrophorus proximus L.Krieg.
- Mycena inconspicua L.Krieg.
- Pluteus leoninus var. oculatus L.Krieg.
- Stropharia aeruginosa var. exsquamosa L.Krieg.
- Tricholoma sejunctum var. friesii L.Krieg.
- Tricholoma sejunctum var. rubroscabrum L.Krieg.
- Schizophyllum commune f. stipitatum L.Krieg.

## Publicaciones Selectas
- Krieger LCC. (1911). «Note on the reputed poisonous properties of Coprinus comatus». Mycologia 3 (4): 200-2. JSTOR 3753087. doi:10.2307/3753087.
- Krieger LCC. (1914). «Observations on the use of Ridgway's new color-book. The color of the spores of Volvaria speciosa Fr.». Mycologia 6 (1): 29-31. JSTOR 3753552. doi:10.2307/3753552.
- Krieger LCC. (1920). «Common mushrooms of the United States». The National Geographic Magazine 37: 387-439.
- Krieger LCC. (1921). «Amanita pantherina edible or poisonous?». Mycologia 13 (4–5): 270-1. JSTOR 3753214.
- Krieger LCC. (1922). «A sketch of the history of mycological illustration (higher fungi)». Mycologia 14 (6): 311-31. JSTOR 3753080. doi:10.2307/3753080.
- Krieger LCC. (1923). «Preliminary note on the position of the hymenium in Physalacria inflata (Schw.) Peck.». Bulletin of the Maryland Academy of Sciences 3: 7-8.
- Krieger LCC. (1925). «Cortinarius cyanites in the United States». Rhodora 27 (321): 153-6.
- Krieger LCC. (1926). «Sketching fleshy fungi with the aid of the camera lucida». Mycologia 18 (3): 132-3. JSTOR 3753957. doi:10.2307/3753957.
- Krieger LCC. (1936).  Macmillan, ed. The Mushroom Handbook. New York.
- Krieger LCC. (1938–39). «Unpublished color plates of fungi by Lewis David von Schweinitz». Bartonia 11 (20): 28-9.